# Bundesgesellschaft für Endlagerung
Die Bundesgesellschaft für Endlagerung mbH (BGE) mit Sitz in Peine ist eine im Juli 2016 gegründete bundeseigene Gesellschaft. Die Gründung erfolgte auf Grundlage des 2016 verabschiedeten Gesetzes zur Neuordnung der Organisationsstruktur im Bereich der Endlagerung. Als designierter Vorhabenträger und Betreiber von Endlagern für radioaktive Abfälle gehört sie als öffentliches Unternehmen zum Geschäftsbereich des Bundesumweltministeriums. Atomrechtliche Aufsichtsbehörde ist das Bundesamt für die Sicherheit der nuklearen Entsorgung (BASE).
Ihre gesetzlichen Aufgaben sind die Suche nach einem Endlagerstandort in tiefer geologischer Formation für hochradioaktive Abfälle sowie der Endlagerbetrieb. Die Asse-GmbH, die Deutsche Gesellschaft zum Bau und Betrieb von Endlagern für Abfallstoffe mbH sowie Teile des Bundesamtes für Strahlenschutz sind in ihr am 20. Dezember 2017 aufgegangen.
Im Abschlussbericht der Kommission Lagerung hoch radioaktiver Abfallstoffe wurde die Gesellschaft noch als Bundes-Gesellschaft für kerntechnische Entsorgung bezeichnet. In der Novelle des Standortauswahlgesetzes vom Juni 2016 wird sie neue Bundesgesellschaft genannt.
Seit April 2017 ist die BGE Betreiber der Schachtanlage Asse II, des Endlagers Konrad, des Endlagers Morsleben, sowie des Erkundungsbergwerks Gorleben. Außerdem gehören zur Gesellschaft Standorte in Berlin und Gorleben. Die BGE ist Nachfolger der Deutsche Gesellschaft zum Bau und Betrieb von Endlagern für Abfallstoffe (DBE), auf die Teile des Bundesamtes für Strahlenschutz und die Asse-GmbH verschmolzen wurden. Während Teile der jeweiligen Bergwerksbetriebe als Abteilungen vor Ort weitergeführt werden, wurden andere in der Zentrale in Peine zusammengefasst bzw. als Projekt geführt.
Die Mitglieder des Aufsichtsrats wurden im Juli 2017 berufen.
Im September 2020 veröffentlichte die BGE den Zwischenbericht Teilgebiete, in dem ein Zwischenstand der wissenschaftlichen Untersuchungen zu den potentiellen Endlagern präsentiert wurde. Darüber wurde die Öffentlichkeit im Magazin Einblicke 12/2021 informiert.
In ihrem  Magazin „Einblicke“ informiert die BGE über die Endlagerprojekte Standortsuche, Asse, Konrad und Morsleben. Das Magazin wird regional oder national als Pressebeilage verteilt und kann im Abonnement bezogen werden.
Im Herbst 2022 wurde bekannt, dass die BGE den ursprünglichen Zeitplan, der für die Suche nach eine Endlagerstandort das Jahr 2031 als Endtermin anvisiert hatte, als eher nicht haltbar ansieht. Stattdessen sei je nach Szenario von 2046 oder 2068 als Endtermin auszugehen. Eine Studie aus 2024 des Freiburger Öko-Instituts geht davon aus, dass selbst bei einem idealen Projektablauf damit gerechnet werden muss, dass das Verfahren erst im Jahr 2074 abgeschlossen werden kann.